# Ommatocarcinus macgillivrayi
Ommatocarcinus macgillivrayi is een krabbensoort uit de familie van de Goneplacidae. De wetenschappelijke naam van de soort is voor het eerst geldig gepubliceerd in 1851 door White.